# JC Sport Girls
Le JC Sport Girls est un club péruvien de football féminin basé à Lima.

## Histoire
Le club est créé au milieu des années 2000, inspiré du Sport Boys de Callao, d'où le nom de JC Sport Girls, JC étant le sigle de Juventud Comprometida « jeunesse engagée » en espagnol. Au début des années 2010, il remporte trois titres de champion du Pérou d'affilée (voir palmarès), suivi d'un quatrième sacre en 2017.
À l'occasion de la Copa Libertadores 2018, le JC Sport Girls s'offre sa première victoire (3-2 sur les boliviennes du Deportivo ITA) après dix matchs joués dans cette compétition. Grand favori à remporter le championnat 2018, le club s'incline néanmoins aux tirs au but devant le CD Municipalidad de Majes lors de la finale (1-1, 6-7tab).

## Résultats sportifs

### Palmarès
| Compétitions nationales                                                                 | Compétitions régionales                                                                                       |
| - Championnat du Pérou (4) - Champion : 2011, 2012, 2013, 2017. - Vice-champion : 2018. | - Championnat métropolitain (Lima et Callao) (8) - Champion : 2004, 2006, 2009, 2010, 2011, 2012, 2017, 2018. |

### Bilan et records

#### Au niveau national
- Saisons au sein du championnat du Pérou (étape nationale) : 5 (2011-2013 / 2017-2018).

#### Au niveau international
- Copa Libertadores : 4 participations (2011, 2012, 2013, 2018).
- Plus large victoire obtenue en compétition officielle :
  - JC Sport Girls 3:2 Deportivo ITA (Copa Libertadores 2018)[8].
- Plus large défaite concédée en compétition officielle :  
  - JC Sport Girls 1:10 Colo Colo (Copa Libertadores 2012)[9].

## Personnalités du club

### Anciennes joueuses
| - Sandra Arévalo - Xioczana Canales - Miriam Carrasco - Gladys Dorador | - Aissa Garibay - Deysi Grández - Fabiola Herrera - Miryam Tristán |

### Entraîneurs
- Giovanni Sosa[10] (2009-2010)
- Pedro Olivares[11] (2011)
- Lisandro Barbarán[12] (2012)
- Bethsabé Sánchez Lozano[13] (2013)
- Giovanni Sosa[10] (2017-2018)
- Bethsabé Sánchez Lozano[8] (2018-2019)